# Ockrakindad taggstjärt
Ockrakindad taggstjärt (Synallaxis scutata) är en fågel i familjen ugnfåglar inom ordningen tättingar.

## Utseende och läte
Ockrakindad taggstjärt är en tydligt tecknad art med lång och taggig stjärt, rödbrun ovansida och gråaktig hjässa. På huvudet syns ett tydligt vitt ögonbrynsstreck och vit strupe som kantas undertill av en svart fläck. Sången består av ett ljust och gällt "tweet, to-wéét" som upprepas under långa perioder.

## Utbredning och systematik
Ockrakindad taggstjärt delas upp i tre underarter med följande utbredning:
- S. s. scutata – östra och centrala Brasilien
- S. s. whitii – östra Bolivia till sydvästra Brasilien (Mato Grosso) och nordvästra Argentina; en isolerad population i sydöstra Peru (Puno) kan vara en ännu obeskriven underart
- S. s. teretiala – östra Brasilien (Serra dos Carajás i södra Pará)

Underarten teretiala inkluderas ofta i nominatformen.

## Levnadssätt
Ockrakindad taggstjärt hittas i tät undervegertation i både lövfällande och blandad skog. Den slår tillfälligtvis följe med kringvandrande artblandade flockar.

## Status och hot
Arten har ett stort utbredningsområde, men tros minska i antal, dock inte tillräckligt kraftigt för att den ska betraktas som hotad. Internationella naturvårdsunionen IUCN listar arten som livskraftig (LC).